# Сборная Корсики по футболу
Сборная Корсики по футболу (корс. Squadra Corsa di Balò) — неофициальная футбольная команда, представляющая Корсику. Ввиду того, что Корсика является частью Французской Республики, сборная острова не входит в ФИФА и УЕФА, не имея права на участия в чемпионатах Мира и Европы и ограничиваясь проведением товарищеских встреч.

## История
В начале своего существования островная команда играла против различных клубов континентальной Франции, в том числе против «Ниццы» в 1962 году и против «Реймса» в 1963 году. Свою первую официальную игру корсиканцы провели 26 февраля 1967 года, проиграв французам со счетом 0:2.
Большинство игроков сборной представляют клубы 2-3 лиг французского национального первенства. Основной голкипер сборной — Николя Пеннето, ныне защищающий цвета бельгийского «Шарлеруа».
5 июня 2018 года Корсика одержала крупнейшую победу в своей истории: обыграв команду Гваделупы со счетом 3:0. Прошедший два дня спустя матч с Мартиникой (1:5) принес островитянам сильнейший разгром в их истории.
Политика отбора в команду предусматривает наличие у кандидата хотя бы одного родителя — корсиканца. Многие известные игроки, включая нападающего «Краснодара» Реми Кабеллу, выступали за Корсику (Кабелла участвовал в матче против сборной Страны Басков в 2016 году.)